# Hochwassergefahrenkarte
Hochwassergefahrenkarten sind spezielle kartographisch-raumplanerische Werke zur Erfassung der Hochwassergefahr. Sie werden seit etwa dem 19. Jahrhundert mit Einsetzen der großen Flussregulierungen und im Küstenschutz sukzessive aufgebaut, und seit den 1990ern digitalisiert und in Geoinformationssysteme eingebettet. Hochwassergefahrenkarten zeigen dabei das flächenhafte Ausmaß der Überschwemmung, die möglichen Wassertiefen und gegebenenfalls entsprechende Fließgeschwindigkeiten – jeweils in Abhängigkeit von den Pegelständen. In der Europäischen Union sind die Mitgliedsstaaten nach der Hochwasserrisikomanagement-Richtlinie verpflichtet, solche Karten zu erstellen.
Basieren die Karten auf berechneten Wasserständen, so sind sie mit Unsicherheiten behaftet. Darauf wird in den Karten jedoch nicht hingewiesen. Problematisch ist dies besonders dann, wenn auf der Grundlage solcher Karten Überschwemmungsgebiete ausgewiesen werden.

## Nationales

### Deutschland
Hochwassergefahrenkarten werden seit ca. Anfang des 21. Jahrhunderts in Deutschland von den Bundesländern erstellt, um mögliche Gefährdungen durch Hochwässer unterschiedlicher Stärken auf Plankarten ausweisen zu können. Sie sind Instrumente der Raumordnungs-, Flächennutzungs- und Bauleitplanung; außerdem natürlich der Hochwasser- sowie Katastrophenvorsorge.

### Österreich
Die Hochwasserrisikozonierung Austria (HORA) wurde ab 2007 erstellt und ist seit 2011 als eHORA online frei zugänglich.

## Abgrenzung von Starkregengefahrenkarten
Hochwasser und Sturzfluten infolge Starkregen unterscheiden sich in der Entstehung, der Dauer und der unterschiedlichen räumlichen Ausprägung. Die Gefahren von lokalen Sturzfluten infolge Starkregenereignissen können somit nicht durch die bestehenden Hochwassergefahrenkarten abgebildet werden.
Fachverbände empfehlen deutschen Städten und Gemeinden, lokale Gefahren- oder Risikokarten für Starkregenereignisse zu erstellen. Sie sind bislang nicht durch Gesetze oder Normen dazu verpflichtet, entsprechende Gefahrenkarten für Starkregen auszuarbeiten.

## Belege
1. ↑   Ulrich Maniak: Hydrologie und Wasserwirtschaft: Eine Einführung für Ingenieure; Springer Vieweg, 7. Auflage, Stand: 2016
2. ↑  Merkblatt DWA-M 119 - Risikomanagement in der kommunalen Überflutungsvorsorge für Entwässerungssysteme bei Starkregen - November 2016, auf webshop.dwa.de